# Křekovice (Čistá)
Křekovice jsou malá vesnice, část obce Čistá v okrese Rakovník ve Středočeském kraji. Nachází se asi 2,5 kilometru severovýchodně od Čisté. Vesnicí protéká Šípský potok. Křekovice jsou také název katastrálního území o rozloze 2,03 km².

## Historie
První písemná zmínka o vesnici pochází z roku 1389.

## Obyvatelstvo
| Rok            | 1869 | 1880 | 1890 | 1900 | 1910 | 1921 | 1930 | 1950 | 1961 | 1970 | 1980 | 1991 | 2001 | 2011 | 2021 |
| -------------- | ---- | ---- | ---- | ---- | ---- | ---- | ---- | ---- | ---- | ---- | ---- | ---- | ---- | ---- | ---- |
| Počet obyvatel | 93   | 95   | 104  | 103  | 84   | 78   | 81   | 56   | 56   | 34   | 22   | 14   | 13   | 9    | 11   |
| Počet domů     | 17   | 19   | 19   | 19   | 20   | 19   | 19   | 20   | 17   | 15   | 12   | 19   | 19   | 19   | 20   |

## Obecní správa
Při sčítání lidu v letech 1869–1960 Křekovice byly samostatnou obcí, se kterým patřily nejprve do okresu Kralovice, ale v roce 1950 v okrese Plasy. V letech 1961–1979 byly častí obce Zdeslav v okrese Rakovník. Od 1. ledna 1980 jsou částí obce Čistá v okrese Rakovník. V letech 1869–1910 k obci patřil Všesulov.